# Benton megye (Indiana)
Benton megye az Amerikai Egyesült Államokban, azon belül Indiana államban található. Megyeszékhelye és legnagyobb városa Fowler. Lakosainak száma 8719 fő (2020. április 1.).

## Szomszédos megyék
- Newton megye (északnyugat)
- Jasper megye (északkelet)
- White megye (északkelet)
- Tippecanoe megye (délkelet)
- Warren megye (dél)
- Vermilion megye (délnyugat)
- Iroquois megye (nyugat)

## Népesség
A megye népességének változása:
| Lakosok száma | 8883 | 8886 | 8844 | 8767 | 8681 | 8719 |
|               | 2010 | 2011 | 2012 | 2013 | 2015 | 2020 |